# Norbert Van Doorne
Norbert Raphaël Joseph Van Doorne (Eeklo, 12 januari 1881 - 15 februari 1955) was een Belgisch volksvertegenwoordiger.

## Levensloop
De industrieel Norbert Van Doorne studeerde aan de rijksmiddelbare school in Eeklo en aan de technische school voor weefkunde.
Hij werd in 1928 liberaal volksvertegenwoordiger voor het arrondissement Gent-Eeklo en vervulde dit mandaat tot in 1932. Hij werd opnieuw verkozen in 1949 en bleef het mandaat bekleden tot aan zijn dood.